# Heteropoda lentula
Heteropoda lentula là một loài nhện trong họ Sparassidae.
Loài này thuộc chi Heteropoda. Heteropoda lentula được Mary Agard Pocock miêu tả năm 1901.